# La torre Eiffel (Seurat)
La torre Eiffel és un quadre a l'oli sobre panell realitzat en 1889 pel pintor francès Georges Seurat, que es conserva en el Young Memorial Museum de San Francisco, Estats Units.
El quadre, de petites dimensions, mostra a la torre Eiffel encara en construcció, sense l'últim pis. Altres pintors de l'època, com Camille Pissarro, disconformes amb la construcció del monument de metall directament ho van boicotejar no representant-ho en les seves obres.
Ha de recordar-se que 1889 va ser l'any de l'Exposició Universal de París, on la major atracció va ser sens dubte la torre erigida per l'enginyer Gustave Eiffel.
L'obra està pintada mitjançant la tècnica puntillista.